# Viscum anceps
Viscum anceps là một loài thực vật có hoa trong họ Santalaceae. Loài này được E. Mey. ex Sprague miêu tả khoa học đầu tiên năm 1911.